# Valkanoaivi
Valkanoaivi är en kulle i Finland.   Den ligger i Enontekis i landskapet Lappland, i den norra delen av landet, 900 km norr om huvudstaden Helsingfors. Toppen på Valkanoaivi är 459 meter över havet.
Terrängen runt Valkanoaivi är platt.  Trakten runt Valkanoaivi är nära nog obefolkad, med mindre än två invånare per kvadratkilometer. Det finns inga samhällen i närheten. Omgivningarna runt Valkanoaivi är i huvudsak ett öppet busklandskap.